# Haut-du-Lièvre
Pour les articles homonymes, voir HDL.
Le Haut-du-Lièvre (HDL) est un quartier de Nancy, en Meurthe-et-Moselle. Il compte 5 509 habitants en 2018.

## Situation
Le Haut-du-Lièvre est limitrophe avec les communes de Maxéville, au nord et à l'est ; et Laxou, à l'ouest. Il est relativement excentré par rapport au reste de la ville de Nancy, notamment par sa situation géographique : en effet, le centre-ville s'est développé dans une cuvette, alors que ce quartier est situé sur un plateau situé au nord du reste de la ville.

## Historique
Le quartier fut longtemps connu pour abriter les anciennes carrières de l'entreprise Solvay.
En 1956, la municipalité envisage un développement urbain dans cette zone jusqu'alors épargnée par l'urbanisation. Le programme prévoit alors 3 388 logements dont 2 797 sociaux pour l'Office public d'habitations à loyer modéré, OPHLM (actuel Office publics d'aménagement et de construction, OPAC) de Nancy, et 420 pour le CILOF (Compagnie immobilière pour le logement des fonctionnaires), mais aussi un quartier pavillonnaire, deux centres commerciaux (de 2 050 m2 et 3 380 m2), quatre groupes scolaires, l'église de la Vierge-des-Pauvres  (labellisée Architecture contemporaine remarquable) , des équipements sportifs et culturels. L'architecte Bernard Zehrfuss, connu pour avoir conçu le palais de l'UNESCO à Paris, est chargé du projet le 9 décembre 1957 et la première pierre est posée en mars 1958.
Le grand ensemble, tout en longueur, prend la forme, avant tout, de deux barres géantes : le Cèdre bleu (410 mètres, 13 étages, 917 logements, 11 entrées de 1 à 23), et le Tilleul argenté (300 mètres, 15 étages, 716 logements, 9 entrées de 1 à 17). La presse locale parle alors des « plus longues barres d'Europe ». En réalité, en 1959, au début du chantier du Haut-du-Lièvre, une barre d'un kilomètre d'un seul tenant est construite à Novi Beograd alors en Yougoslavie ; par ailleurs, le Karl-Marx-Hof à Vienne, ensemble social construit entre les deux guerres, est long également d'un kilomètre.
Ces barres sont complétées par trois tours en étoile aux extrémités, ainsi que, sur le territoire de Maxéville, la tour panoramique Les Aulnes, achevée en 1971. Le procédé de préfabrication Estiot est mis en œuvre grâce à une usine installée sur place pour l'occasion. Cette industrialisation massive de la construction et l'utilisation du chemin de grue (grue posée sur un rail) permettent des économies substantielles.

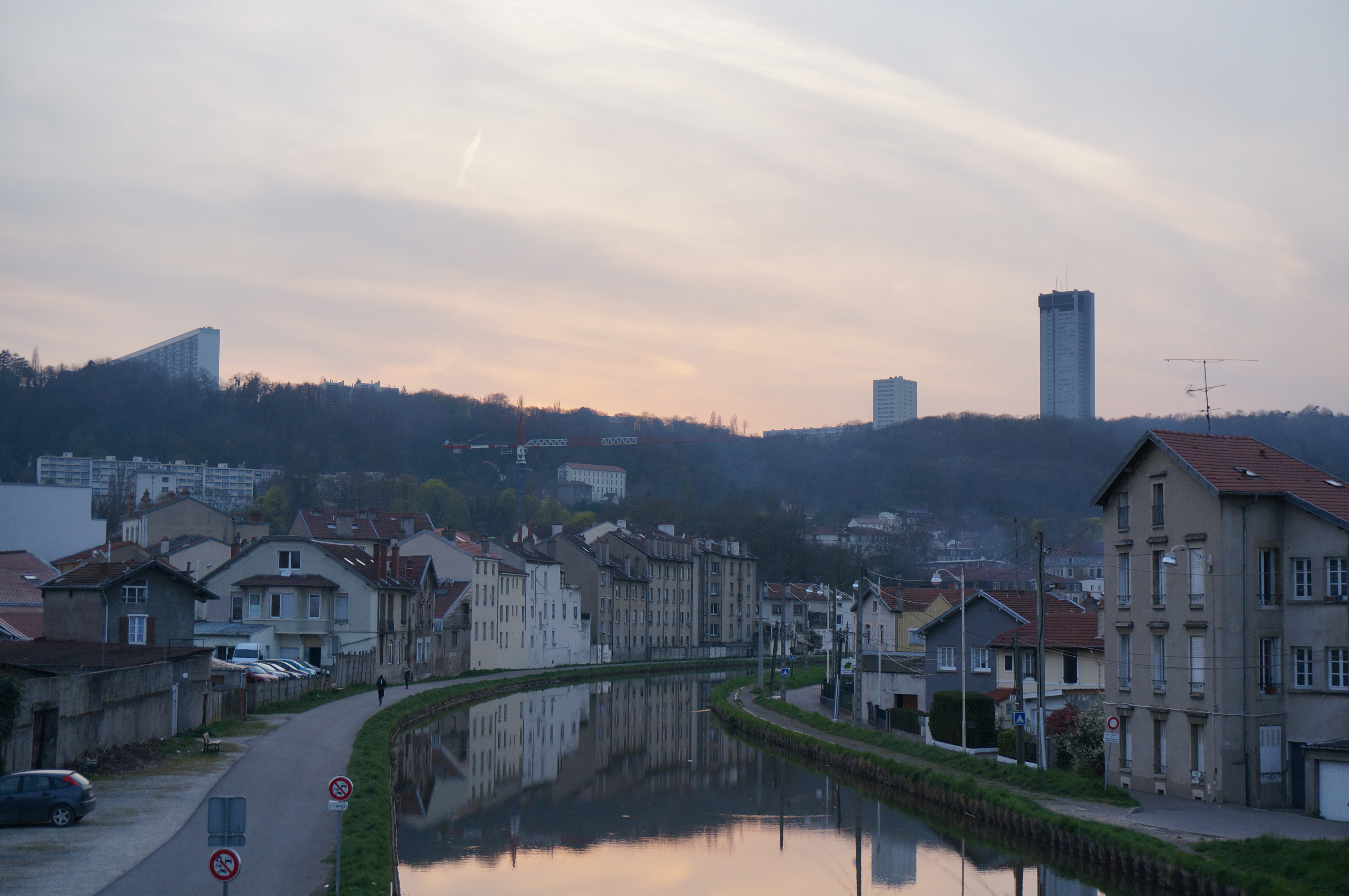
Le quartier vu depuis le canal.

Le quartier atteint 12 500 habitants en 1968. Cependant, il perd rapidement de son attractivité : le recensement de 1975 montre une baisse de la population à 10 650 habitants, et un rapport de l'OPHLM montre qu'entre 1970 et 1976, la totalité des logements ont changé de locataire : le grand ensemble est devenu de fait une « cité de transit ». En 1980, 800 logements sont vacants. L'ensemble fait alors l'objet d'une réhabilitation complète de 1981 à 1988, menée par l'architecte Alain Sarfati. Pour améliorer l'attractivité du quartier, un pôle médical est construit à proximité dans les années 1990, un Zénith en 1993, et en 2009 la maison d'arrêt de Nancy-Maxéville est construite dans ce quartier pour remplacer la maison d'arrêt Charles-III en centre ville.
En 2004, 6 500 personnes vivaient au Haut-du-Lièvre, soit deux fois moins qu'à la fin des années 1970.
C'est un quartier populaire, classé zone urbaine sensible (ZUS) par un décret de 1996,,,.
Jusqu'en 2007, ce quartier avait un code postal en 54100 et non 54000 comme le reste de la ville. Considérée comme stigmatisante par les habitants, cette spécificité a été supprimée. Administrativement, la ville de Nancy étant divisée en quatre cantons, le Haut du Lièvre appartient au canton de Nancy-Nord ; il appartient au conseil de quartier dénommé « Plateau de Haye : Haut du Lièvre - Parc des Carrières - Gentilly », également appelé « Haut-du-Lièvre, Gentilly » entre 2002 et 2008.
Durant l'été 2007 et 2008, une opération intitulée HDL Plage a été mise en place, à l'initiative des habitants eux-mêmes, visant à reproduire la plage au pied des immeubles, à l'image de Paris Plages,.
En 2015, son statut passe de zone urbaine sensible à quartier prioritaire de la politique de la ville.
À partir des années 2020, la ville de Nancy envisage un large plan de transformation du quartier. En particulier, les deux barres d'immeuble du Cèdre Bleu et du Tilleul Argenté vont être redécoupées, pour constituer chacun trois ensembles au lieu d'un. Les habitants du Cèdre Bleu sont évacués pour les travaux sur ce premier immeuble en 2022. On passera à court terme de 1 257 logements à 713. Un des buts affichés est de faire évoluer le quartier vers plus de mixité sociale et résidentielle, des éléments considérés comme nécessaire au désenclavement du quartier.
À flanc de coteau, sous le Haut-du-Lièvre, se trouve un autre témoin de l'architecture du XXe siècle : la maison de Jean Prouvé, construite par l'architecte pour lui-même.

## Citation
« (…) Mais plus qu'un quartier d'extension, le Haut-du-Lièvre constitue en réalité une ville satellite de Nancy qui devrait d'ici vingt ans atteindre 25 à 30 000 habitants. Toute la composition de ce nouveau centre se rattache à la composition classique de Nancy : les deux grands axes perpendiculaires sur lesquels s'appuient la place Stanislas, et la place Carrière, le jardin de la Pépinière et le Cours Léopold, ont été repris au Haut-du-Lièvre. Cette composition est donc volontairement rigide, sévère même. Nancy, ville d'ordre et de tradition, n'aurait pu supporter un ensemble baroque à ses portes »

— Bernard Zehrfuss (entretien avec Joseph Abram en 1980, cité partiellement par François Chaslin)